# リテールパートナーズ
株式会社リテールパートナーズは、スーパーマーケットのチェーンストアを傘下に置く持株会社。本社所在地は山口県防府市。
株式会社丸久、株式会社マルミヤストア、株式会社マルキョウの3社を主要グループ子会社とする。

## 概要
2015年7月1日、山口県を拠点に中国地方西部を主な地盤とする丸久（本社：山口県防府市）と、大分県を拠点に九州地方（沖縄県を除く）を地盤とするマルミヤストア（本社：大分県佐伯市）の経営統合により誕生した。
法人格としては（旧）丸久を引き継いでおり、マルミヤストアが丸久の子会社となった上で、丸久がグループ管理部門以外を事業子会社（新・丸久）に吸収分割する形で成立した。
経営統合後も各社が独立性を持って運営し、西日本におけるスーパーマーケットの有力な連合体を目指すとしている。
さらに2017年3月1日、福岡県に拠点を置く中堅スーパーのマルキョウを完全子会社化した。
2020年8月31日現在、グループ全体で260店舗（丸久89店舗、マルミヤストア86店舗、マルキョウ85店舗）を構える。
リテールパートナーズ傘下の企業は、3社とも社名の頭に丸（マル）が入る。3社がそれぞれオール日本スーパーマーケット協会に加盟している。

## 沿革
- 2015年（平成27年）7月1日 - 丸久がマルミヤストアを株式交換により完全子会社化するとともに、グループ管理以外の事業を丸久分割準備会社に吸収分割し、株式会社リテールパートナーズに商号変更。丸久分割準備会社が（新）丸久に社名変更[3][4]。
- 2017年（平成29年）3月1日 - マルキョウを株式交換により完全子会社化[5]。
- 2018年（平成30年）12月25日 - アークス、バローホールディングスと資本業務提携を締結[6][7]、後に「新日本スーパーマーケット同盟」を結成[8]。
- 2020年（令和2年）4月24日 - 東京証券取引所第1部へ指定替え[9]。

## グループ企業
- 丸久
  - 中央フード
  - サンライズ
  - 四季彩
  - RPG保険サービス
  - 仁保庵
- マルミヤストア
  - アタックスマート
  - マルミヤ水産
  - 新鮮マーケット（オーケー新鮮市場）
  - 佐伯大同青果
  - 戸村精肉本店
- マルキョウ